# 90e régiment d’infanterie
Das 90e régiment d’infanterie war ein Infanterieregiment, aufgestellt 1691 als Régiment de Chartres im Königreich Frankreich und im Dienst während des Ancien Régime und danach mit einigen Unterbrechungen bis zur Auflösung 1998. Vor der Vereinheitlichung durch die in der Revolution geschaffene Nummerierung trug es zuletzt den Namen des Herzogs von Chartres. Es war somit ein prinzliches Regiment, was für die Einheit mit gewissen Vorteilen verbunden war.

## Aufstellung und signifikante Änderungen
- 14. November 1691: Aufstellung des Régiment de Chartres durch König Ludwig XIV. für Philippe d’Orléans, duc de Chartres, seinen Schwiegersohn und späteren Regenten des Königreichs. Das Regiment bestand nur aus einem Bataillon zu 13 Kompanien. Dazu musste das Régiment de Sault drei Kompanien, das Régiment de Touraine drei Kompanien, das Régiment d’Orléans sechs Kompanien und das Régiment de Vermandois eine Kompanie abgeben.
- 5. Januar 1724: Umbenennung: Nachdem im Jahre 1723 der Regimentsinhaber, Philippe d’Orléans, duc de Chartres, verstorben war und sein Sohn, Louis I. de Bourbon, duc d’Orléans, wenig Interesse am Militär gezeigt hatte, ging das Regiment am 5. Januar 1724 an den bisherigen Colonel-lieutenant Philippe-Charles, marquis d’Étampes, mit dem Namen: Régiment d’Étampes[2].
- Als dieser 1731 zum Marquis de La Ferté-Imbault geworden war, bekam das Regiment eine neue Fahne und führte fortan die Bezeichnung Régiment de La Ferté-Imbault.
- Am 22. Februar 1737 erhielt es den Namen Chartres und damit die Privilegien eines prinzlichen Regiments zurück – auch wurde die ursprüngliche Fahne wieder übernommen.
- 1. Januar 1791: Umbenennung in 90e régiment d’infanterie de ligne ci-devant Chartres
- 23. September 1794: Im Zuge der Premier amalgame wurde das 1. Bataillon zur Aufstellung der 163e demi-brigade de bataille verwendet.
- 4. Dezember 1794: Das 2. Bataillon wurde zur Aufstellung der 164e demi-brigade de bataille verwendet.

Damit endete zunächst die Traditionslinie, bis sie 1855 mit der Umwandlung des 15e régiment d’infanterie légère in das 90e régiment d’infanterie de ligne fortgeführt wurde. (Diese Einheit hatte allerdings mit dem ehemaligen Regiment nichts mehr zu tun.)
- 1929: Auflösung
- 30. Mai 1940: Im Camp La Courtine durch das „Centre Mobilisateur d’infanterie“ (CMI 91) aus verschiedenen Einheiten der 18. Infanteriedivision aufgestellt. Aus den Resten des 66e RI wurde das 1. Bataillon, aus dem 77e RI das 2. Bataillon und aus dem 125e RI das 3. Bataillon gebildet.

Es gehörte dann zur 17. leichten Infanteriedivision. Nach dem Waffenstillstand von Compiègne wurde das Regiment aufgelöst.
- 1944: Aus dem „Bataillon Comte“ der Armée secrète (Sektor Indre-Nord), aus dem „Bataillon Lalingerie“ (Gruppe Indre-Ouest) und dem Marquis du Luant (AS Indre) zu einem unbekannten Zeitpunkt als „90e régiment d’infanterie“ aufgestellt. Es bestand aus 797 Mann. Am 1. Januar 1945 wurde aus dieser Einheit in Châteauroux das 1er bataillon de chasseurs à pied (1. Jägerbataillon zu Fuß) gebildet. Teile des Regiments wechselten in das „Bataillon de sécurité V/12“ (Sicherungsbataillon V/12).

- nach 1945: Am 1. Mai 1963 wurde die Einheit als gekadertes Reserveregiment durch das CM90 (Centre mobilisé 90) wieder aufgestellt. Aufgabe sollte der Schutz des „Centre de transmissions marine“ (Marine-Fernmeldezentrum) in Rosnay sein.

- 1. Juli 1998: Auflösung

## Mestres de camp/Colonels
Mestre de camp war von 1569 bis 1661 und von 1730 bis 1780 die Rangbezeichnung für den Regimentsinhaber und/oder für den mit der Führung des Regiments beauftragten Offizier. Die Bezeichnung „Colonel“ wurde von 1721 bis 1730, von 1791 bis 1793 und ab 1803 geführt. 
Nach 1791 gab es keine Regimentsinhaber mehr.
Sollte es sich bei dem Mestre de camp/Colonel um eine Person des Hochadels handeln, die an der Führung des Regiments kein Interesse hatte, so wurde das Kommando dem „Mestre de camp lieutenant“ (oder „Mestre de camp en second“) respektive dem Colonel-lieutenant oder Colonel en second überlassen. 
- 14. November 1691: Colonel-lieutenant Chevalier d’Estrades
- 10. August 1692: Colonel-lieutenant Marquis de Pluvaux
- 27. Februar 1695: Colonel-lieutenant Louis marquis d’Arpajon (1667–1736)
- 23. April 1709: Colonel Philippe-Charles, marquis d’Étampes
- 3. Februar 1731: Mestre de camp lieutenant Philippe-Charles d’Étampes, marquis de La Ferté-Imbault
- 28. März 1737: Mestre de camp lieutenant Louis-Auguste, comte d’Étampes
- 19. Juni 1741: Mestre de camp lieutenant Charles-Auguste de La Cour, comte de Balleroy
- 20. April 1746: Mestre de camp lieutenant Edouard, comte de Boufflers-Rouvrel
- 4. Mai 1753: Mestre de camp lieutenant Gilbert de Chauvigny, comte de Blot
- 14. März 1758: Mestre de camp lieutenant Louis-Henri, vicomte de La Tour du Pin-La Charce
- 5. Juni 1765: Mestre de camp lieutenant Jean-Balthazar, comte d’Adhémar de Montfalcon
- 11. November 1776: Mestre de camp lieutenant Pierre, vicomte de Jaucourt
- 26. Februar 1777: Mestre de camp lieutenant Stanislas-Catherine, chevalier de Boufflers
- 1. Januar 1784: Mestre de camp lieutenant Jacques-Philippe, comte de Vernon du Haget
- 10. März 1788: Mestre de caamp lieutenant dann Colonel Pierre-Marie, chevalier de Grave
- 5. Februar 1792: Colonel Etienne-Guillaume Picot de Bazus
- 8. März 1793: Colonel Etienne Le Bé
- bis 4. Juni 1859: Colonel Charlier
- 16. Juni 1859 bis 24. Januar 1866: Colonel Guilhem
- 24. Januar 1866 bis 23. September 1870: Colonel Roussel de Courcy
- 23. September 1870 bis 4. April 1871: Colonel Vilmette
- 22. Mai 1871 bis 1877: Colonel de Brem
- 1877 bis 1883: Colonel Raison
- 1883 bis 1885: Colonel Lucas
- 1885 bis 1891: Colonel Sénart
- 1891: Colonel Bécat
- 1891 bis 1899: Colonel Humbel
- 1899 bis 1902: Colonel Calvel
- 1902 bis 1908: Colonel Appert
- 1908 bis 1909: Colonel Soucher
- 1909 bis 1912: Colonel Charles-Edmond Tocanne
- 1913 bis 1914: Colonel Simon
- 1914 bis 1915: Lieutenant-colonel Alquier
- 1915 bis 1917: Lieutenant-colonel Carlier
- 1917 bis 1918: Lieutenant-colonel Cambel
- 1918: Lieutenant-colonel Detanger
- 1918: Lieutenant-colonel Couranjon
- 1920 bis 1922: Lieutenant-colonel Cambell
- 1922: Colonel Mercier
- 1925: Colonel Jacquard
- 1926: Lieutenant-colonel Gillain
- 1926 bis 1929: Lieutenant-colonel De Witkowski
- 1929: Lieutenant-colonel Rabusseau
- 1940: Lieutenant-colonel Gillot
- 1963 bis 1965: Lieutenant-colonel Angot
- 1965 bis 1968: Colonel de Montesquieu
- 1968 bis 1970: Colonel Pinguet
- 1970 bis 1975: Colonel Baudoin
- 1975 bis 1980: Colonel Borie
- 1980 bis 1984: Colonel Giraud
- 1984 bis 1988: Colonel Polit
- 1988 bis 1991: Colonel de la Guerande
- 1991 bis 1994: Colonel Lamoureux
- 1994 bis 1998: Colonel Genichon

## Fahnen der königlichen Armee
Das Regiment führte eine Leibfahne und fünf Ordonnanzfahnen: „tous rouges, avec une bordure bleue autour de chaque Drapeau, & croix blanches“ (ganz in Rot mit einem blauen Rand und einem weißen Kreuz). Philippe-Charles d’Étampes, marquis de La Ferté-Imbault, führte in seiner Zeit als Regimentskommandant von 1731 bis 1737 eine abweichende Fahne. Mit der Reorganisation vom 1. Januar 1791 wurden neue Fahnen ausgegeben.

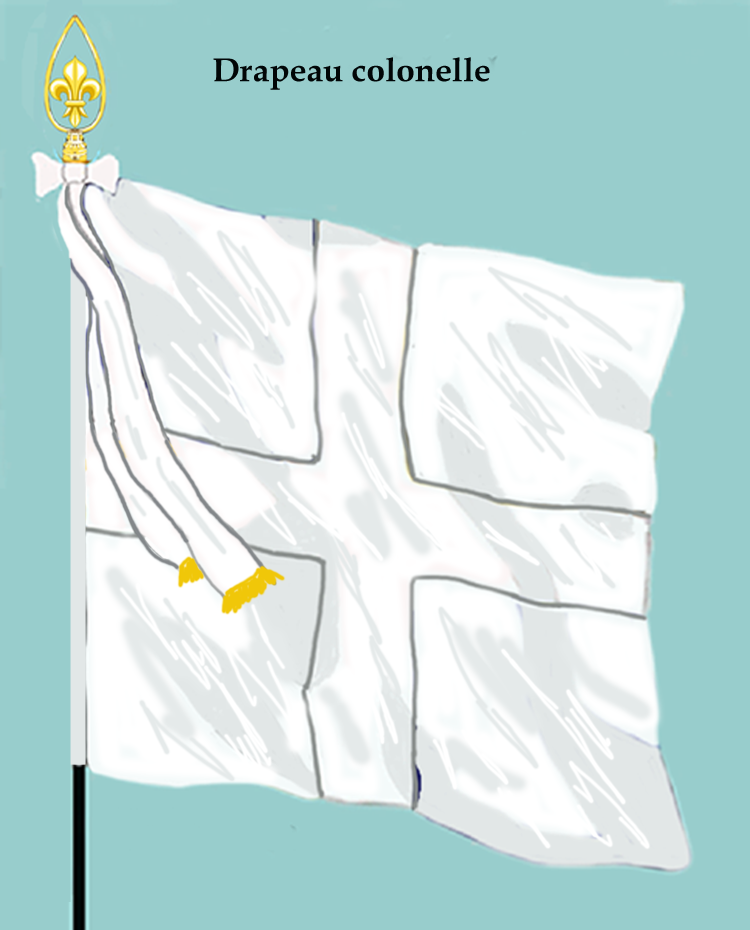
Drapeau colonel (Leibfahne)
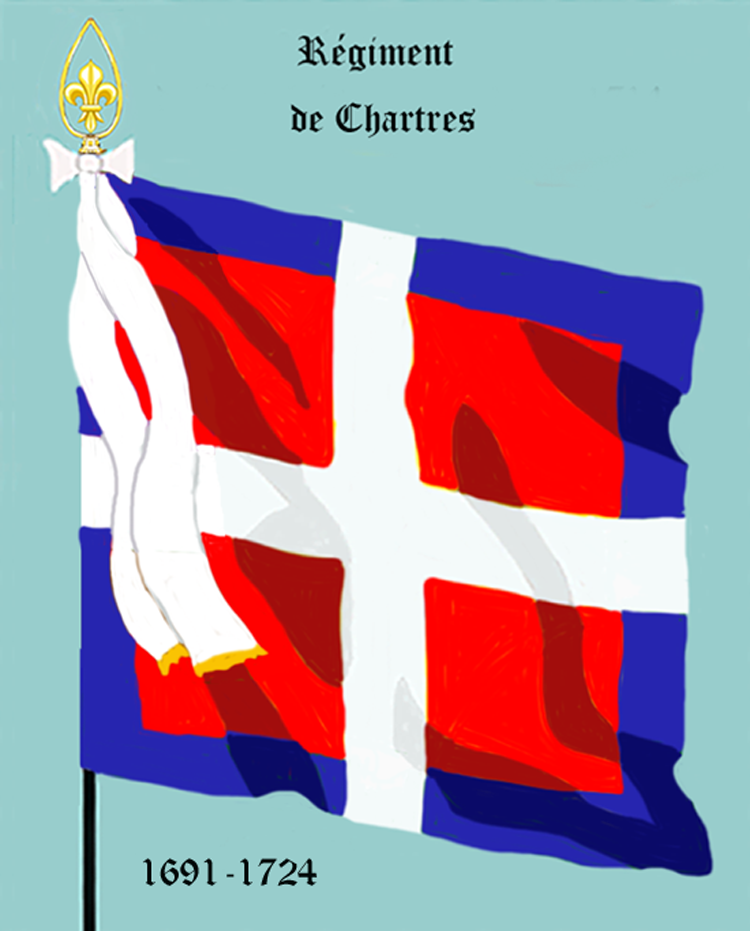
Régiment de Chartres 1691 bis 1724
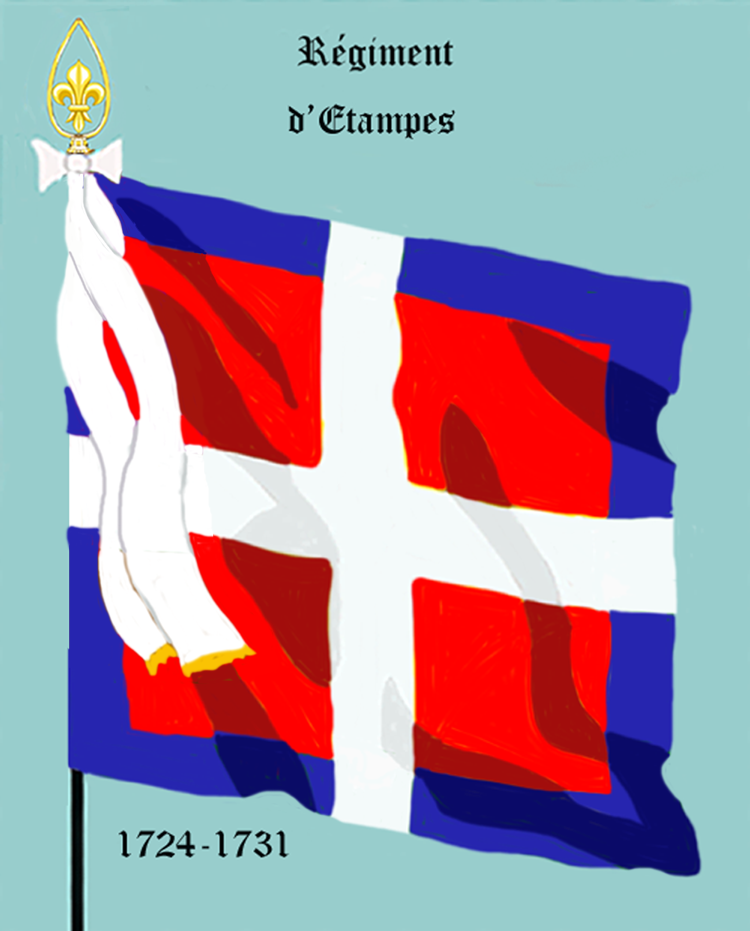
Régiment d’Étampes 1724 bis 1731
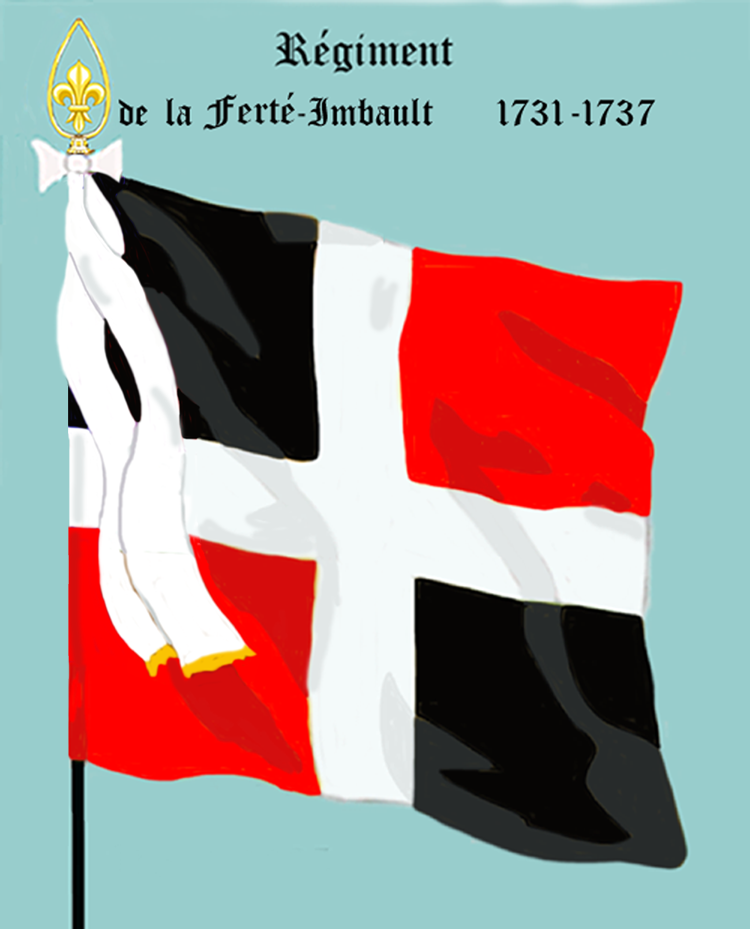
Régiment La Ferté-Imbault 1731 bis 1737
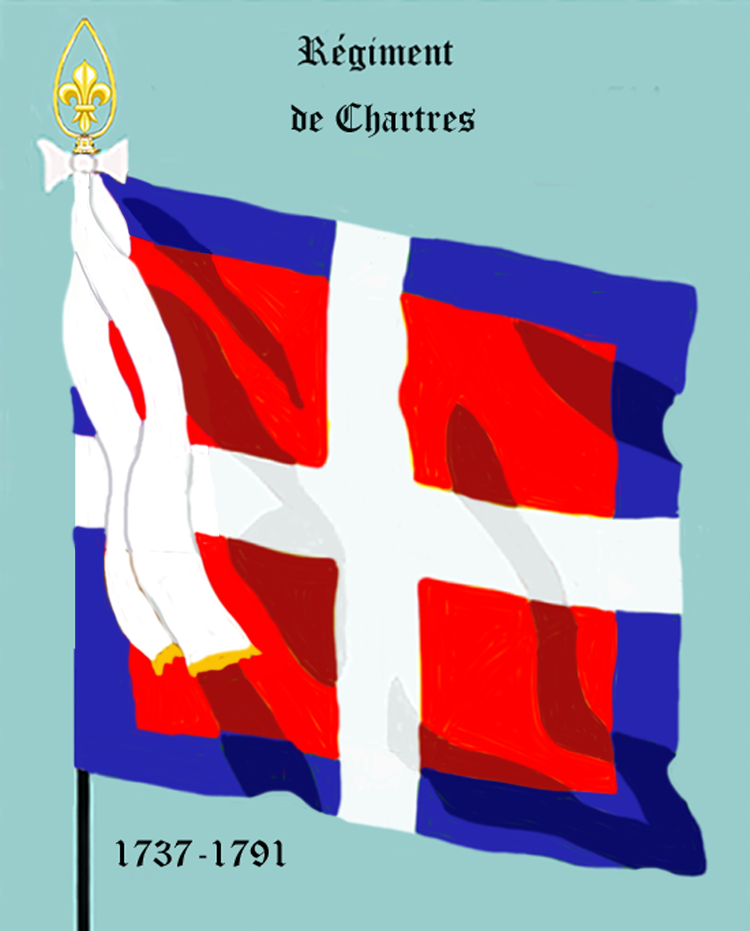
Régiment de Chartres 1737 bis 1791
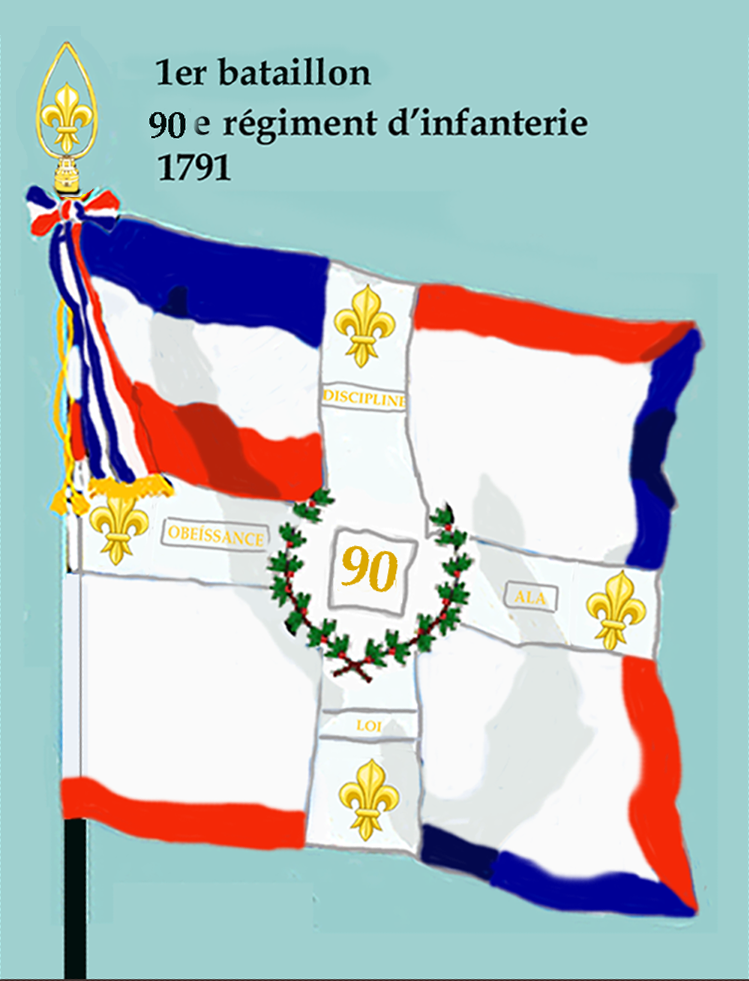
90e régiment d'infanterie 1. Bataillon 1791
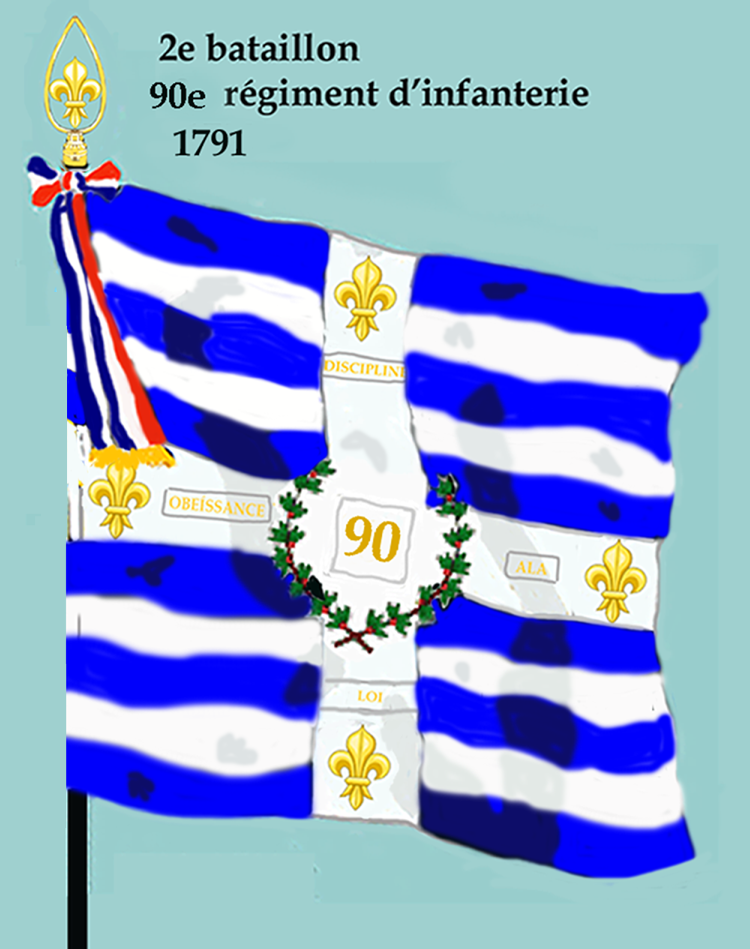
90e régiment d'infanterie 2. Bataillon 1791

## Uniformierung

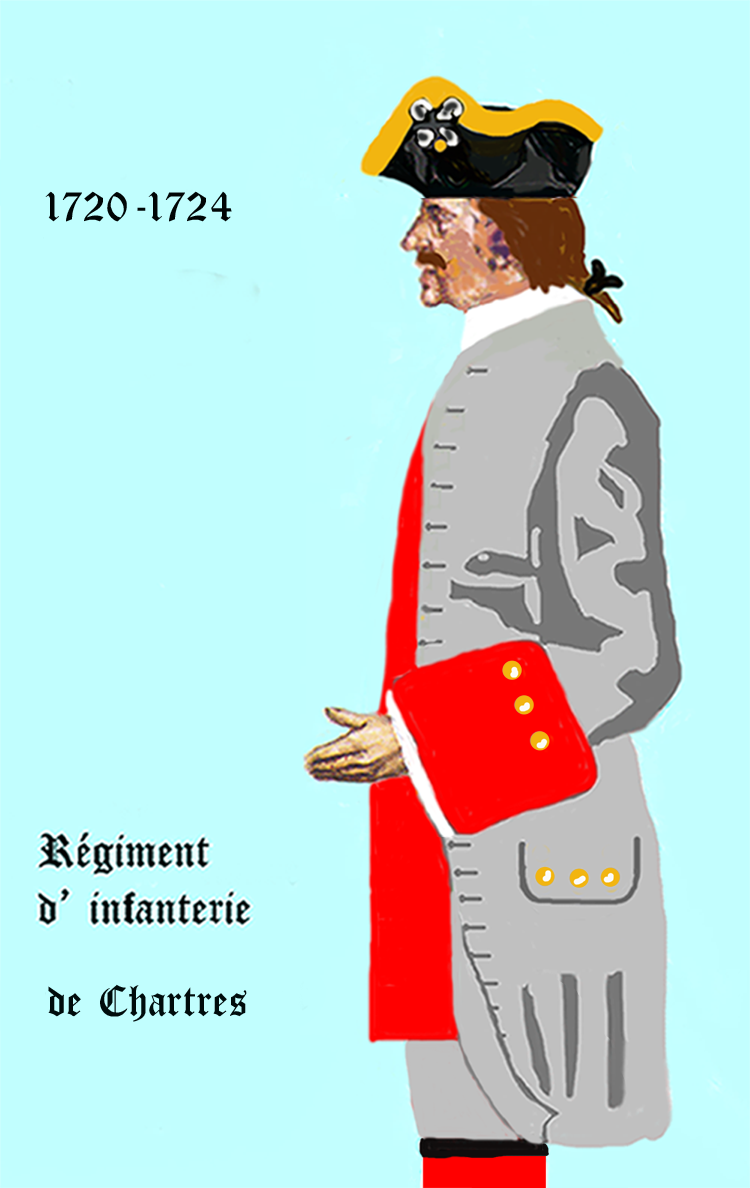
Régiment de Chartres 1720 bis 1724
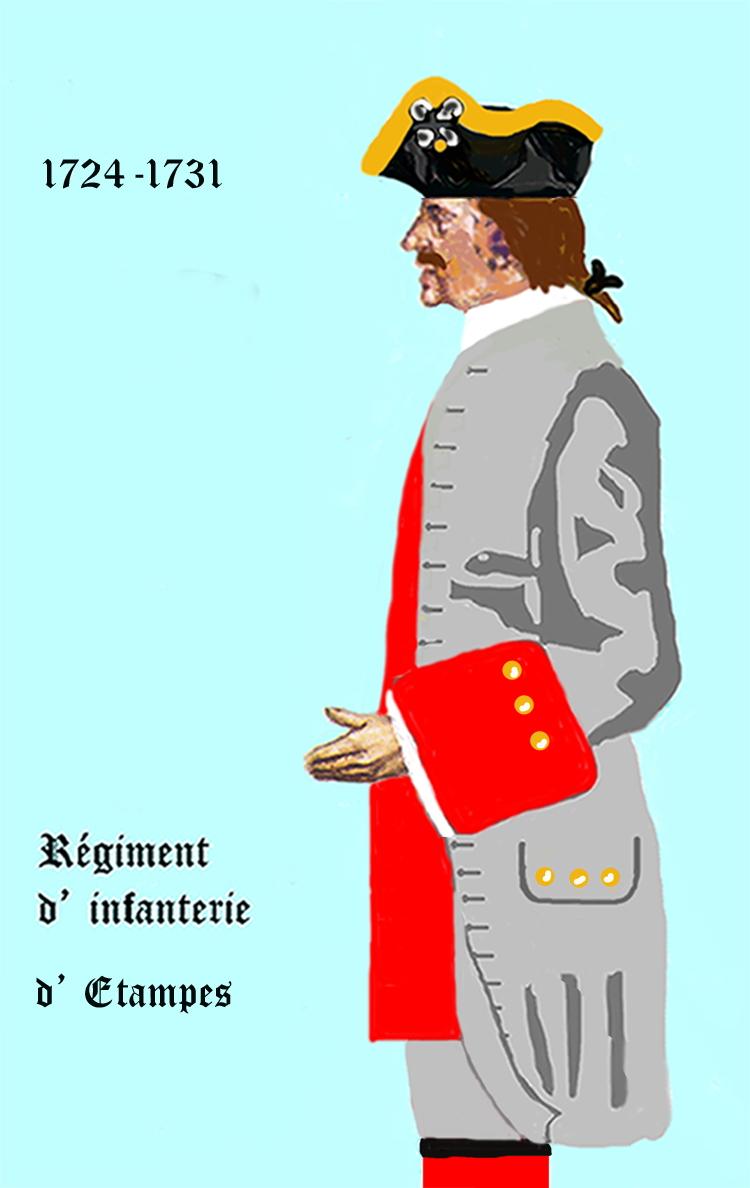
Régiment d’Étampes 1724 bis 1731
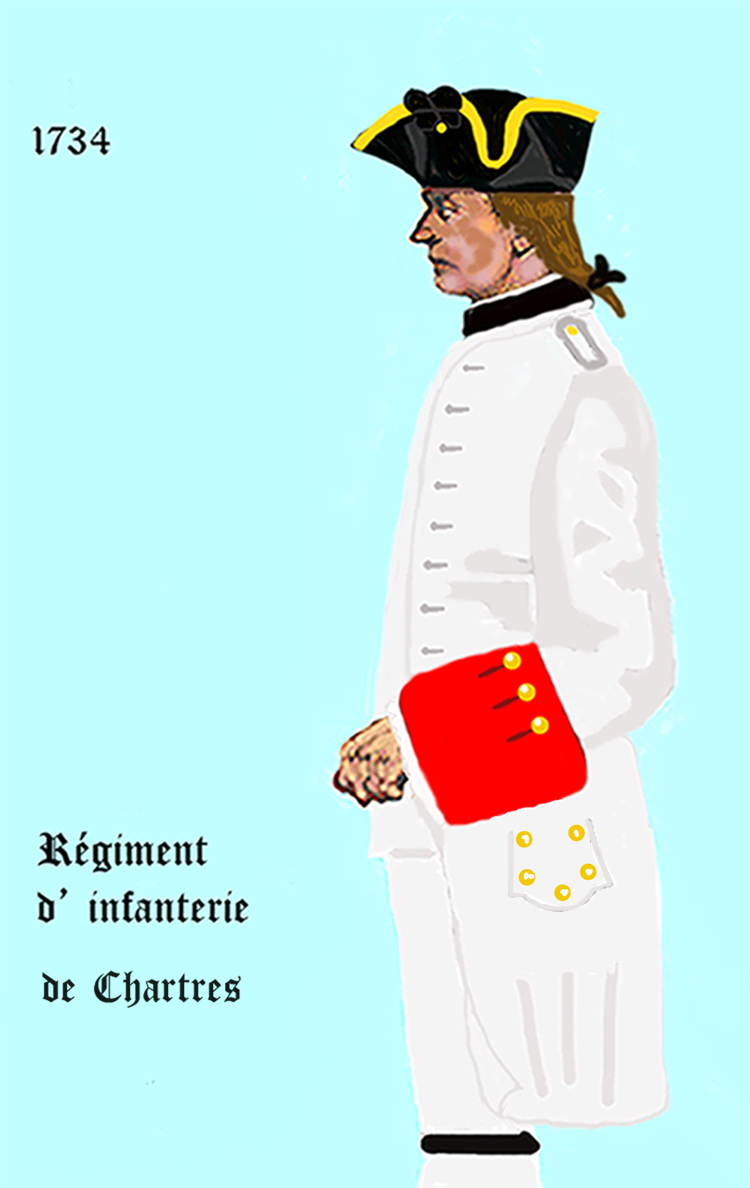
Régiment de Chartres 1734 bis 1762
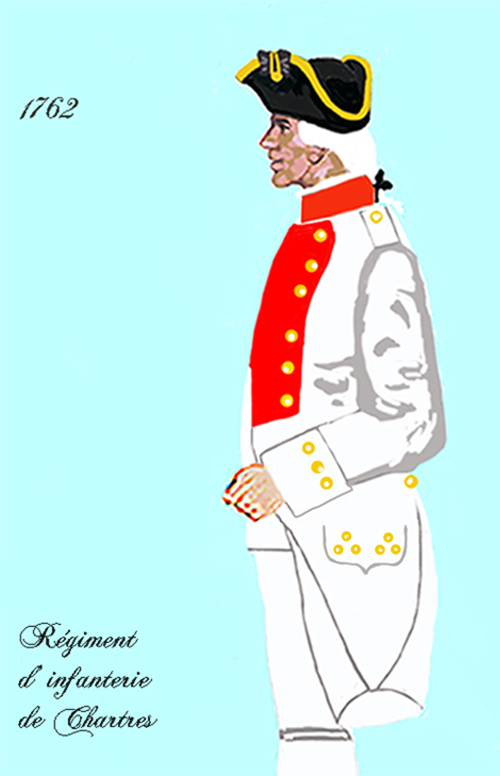
Régiment de Chartres 1762 bis 1776
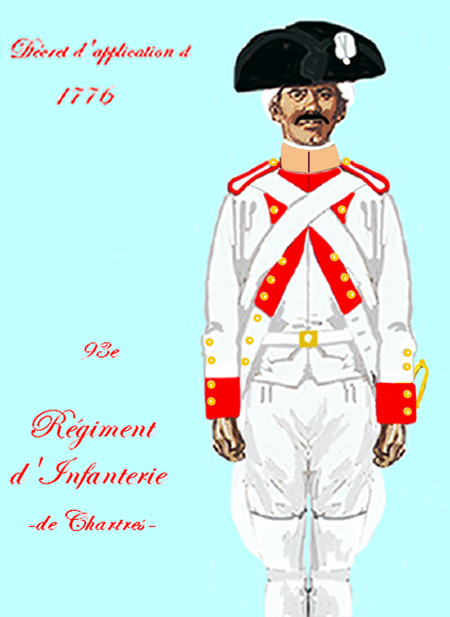
Régiment de Chartres 1776 bis 1779
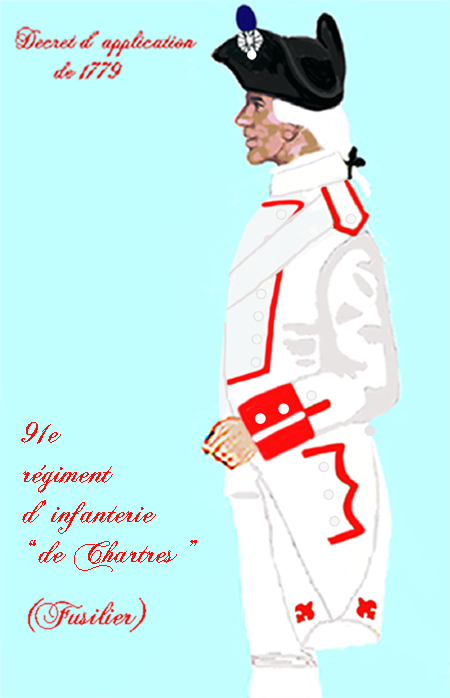
Régiment de Chartres 1779 bis 1791
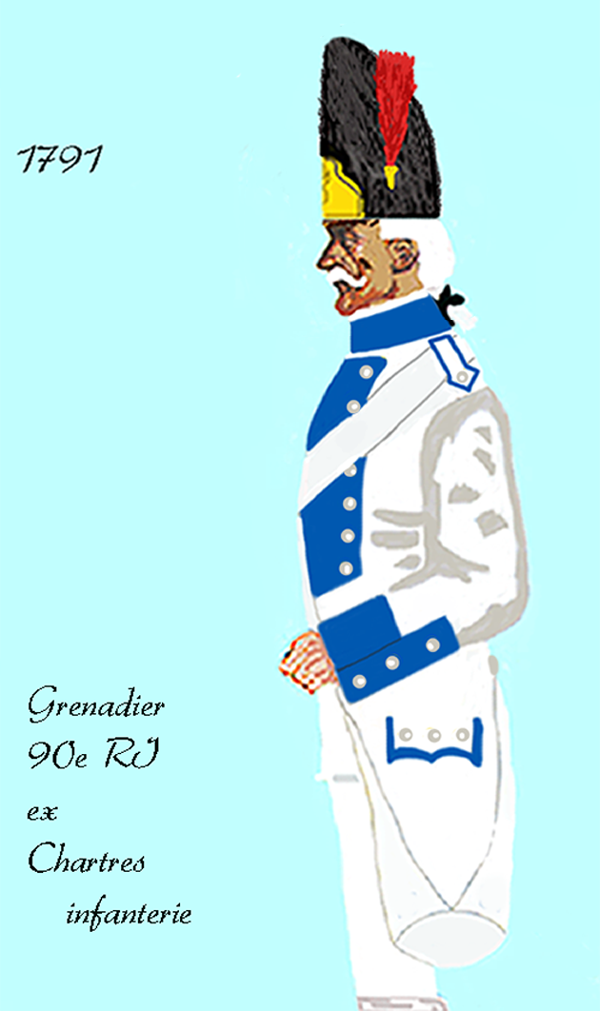
Grenadier des 90e régiment d’infanterie de ligne von 1791 bis 1794

## Gefechtskalender

### Pfälzischer Erbfolgekrieg
- 1692: Den ersten Einsatz hatte die Einheit bei der Belagerung von Namur. Danach konnte sie sich in der Schlacht bei Steenkerke auszeichnen. Zunächst in der Reserve des linken Flügels, kämpfte es dann zusammen mit dem 2. Bataillon des Régiment de Bourbonnais in der ersten Linie. Der Regimentsinhaber, der Duc de Chartres, konnte nur mit Mühe davon abgehalten werden, sich in die erste Linie zu stellen. Trotzdem wurde er leicht verwundet. Das Regiment hatte in dieser Schlacht sieben Offiziere, 11 Sergents und 65 Mannschaften an Gefallenen zu beklagen. 125 Mann, darunter neun Offiziere und der Colonel-lieutenant d’Estrades, wurden verwundet – letzterer so schwer, dass er einige Tage später verstarb.
- 1693: In der Schlacht bei Neerwinden musste der Colonel Duc de Chartres wiederum mit sanfter Gewalt aus der vordersten Linie ferngehalten werden. Bei der Belagerung von Charleroi konnte die Einheit am 29. September einen Ausfall der Belagerten abwehren. Dabei wurde der Colonel-lieutenant de Pluvaux tödlich verwundet.
- 1694 und 1695: Feldzüge in Flandern unter dem Maréchal de Villeroy
- 1696 und 1697: Feldzüge an der Maas in der Armee von Maréchal Louis-François de Boufflers

### Spanischer Erbfolgekrieg
- 1701: Am 1. Februar übernahm das aus zwei Bataillonen bestehende Regiment Teile der Milizen von Metz. Im Mai wurde Namur für den König von Spanien besetzt.

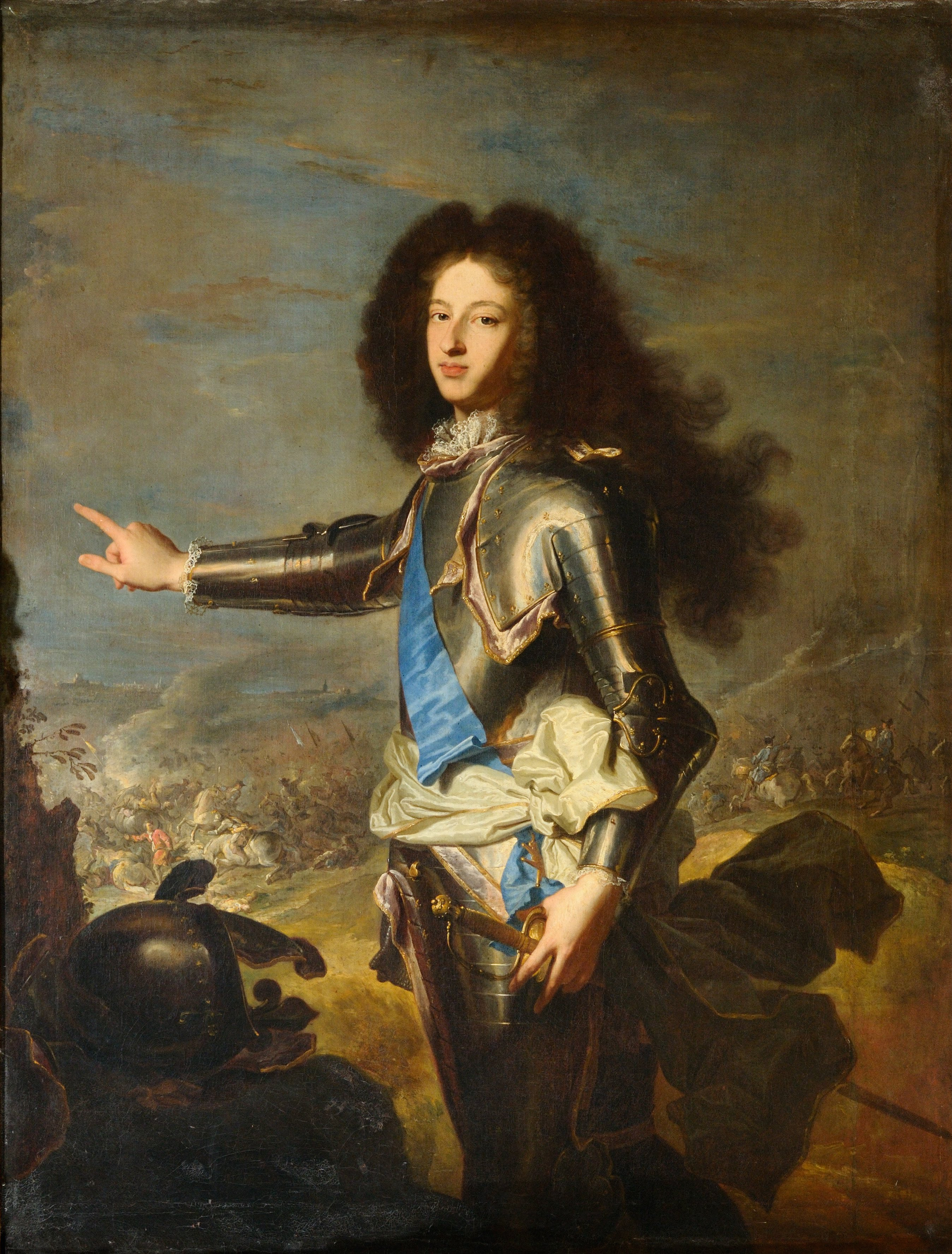
Der Duc de Bourgogne

- 1702: Der Armee des Duc de Bourgogne zugeteilt, wurden bei Nimwegen die Holländer in die Flucht geschlagen. Am 8. Juni verließ das Regiment die Niederlande und marschierte zum Rhein, wo es in der Armee von Maréchal de Villars in der Schlacht bei Friedlingen eingesetzt wurde.
- 1703: Im Februar Gefechte bei Kehl und Stoffen, Hornberg, Munderkingen. Teilnahme an der Ersten Schlacht bei Hochstädt sowie der Einnahme von Augsburg und Ulm.
- 1704: Einsatz mit der Armee von Ferdinand de Marsin in der Zweiten Schlacht bei Hochstädt. Danach Rückmarsch in das Elsass und Wachdienst im Fort-Louis. Winterquartiere wurden in Phalsbourg bezogen und die Zeit mit Arbeiten an den Verteidigungsanlagen von Fort-Louis verbracht.
- 1705: Die Feldzüge in diesem Jahr fanden ohne „Chartres“ statt. Es lag weiterhin im Fort-Louis und besetzte zwischenzeitlich Drusenheim, Lauterbourg und die Rheininsel Marquisat.
- 1706: Mitte des Jahres erfolgte die Abkommandierung nach Flandern, wo die Einheit in der Schlacht bei Ramillies eingesetzt war. Danach wurde „Chartres“ nach Thionville befohlen.
- 1707: Wieder in Flandern, bildete es mit dem Régiment de Poitou eine Brigade, war aber an keinen Kampfeinsätzen beteiligt.
- 1708: Im Brigadeverband mit dem Régiment de Piémont in der Schlacht bei Oudenaarde. Es griff fünfmal an, der Colonel-lieutenant d’Arpajon erlitt zwei schwere Verwundungen. „Chartres“ marschierte dann nach Gent, das es aber bald wieder verließ.
- 1709: Wieder in der Brigade mit „Poitou“, kämpfte es in der Schlacht bei Malplaquet.
- 1711: Im Gefecht bei Arleux wurde die Einheit dann an die Verteidigungslinien an die Lauter verlegt, wo es bis 1713 blieb.
- 1713: In diesem Jahr war das Regiment an den Belagerungen von Landau (Pfalz) und Freiburg (Breisgau) beteiligt.

### Krieg der Quadrupelallianz
- 1719: „Chartres“ war im Feldzug in den Pyrenäen eingesetzt und wurde zu den Belagerungen von Fontarabie und San Sebastian abgestellt. Am 28. August verließ das Regiment Navarra und marschierte nach Katalonien, wo es bei der Einnahme von Castel-Ciudad und Urgell beteiligt war.

### Polnischer Thronfolgekrieg
- 1733: „Étampes“ wurde zur „Armée d’Italie“ abkommandiert. Im gleichen Jahr wurde es bei der Belagerung von Mailand eingesetzt.
- 1734: Teilnahme am Gefecht bei Colorno, an der Schlacht bei Parma und der Schlacht bei Guastalla
- 1735: Belagerung von Reggio nell’Emilia, Revere (Lombardei) und Gonzaga (Lombardei)
- 1635: Rückkehr nach Frankreich, Stationierung in La Rochelle

### Österreichischer Erbfolgekrieg
- 1742: „Chartres“ wurde an die Grenze nach Flandern verlegt.
- 1743: Verlegung zur Armee von Maréchal de Noailles an den Rhein. Nach der Schlacht bei Dettingen wurde der Feldzug im Elsass im Feldlager von Lauterbourg und Haguenau beendet. Wie alle anderen Einheiten hatte auch das „Régiment de Chartres“ in diesem Jahr einen hohen Blutzoll zu entrichten. Sechs Offiziere und 60 Soldaten waren gefallen, der Colonel-lieutenant de Balleroy, weitere 17 Offiziere und 110 Soldaten waren verwundet.
- 1744: „Chartres“ stand in Flandern und war bei der Belagerung von Menen, Ypern und Furnes eingesetzt. Bei der Belagerung von Ypern konnte es am 22. Juni zusammen mit dem Régiment d’Artois die Redoute de l’Inondation erobern. Der Feldzug des Jahres wurde von der Einheit im Feldlager bei Cortrai beendet.
- 1745: An der Schlacht bei Fontenoy war das Regiment nicht beteiligt, da es währenddessen zusammen mit dem Régiment d’Orléans zur Bewachung der Belagerungsgräben vor Tournai eingesetzt war. Bis zur Einnahme der Stadt blieb es vor Ort und kämpfte dann bei der Eroberung von Dendermonde, Oudenaarde und Ath.
- 1746: Während der Belagerung von Brüssel lag das Regiment in Wilworde und zog am 5. März in die eroberte Stadt ein, wo es als Garnisonstruppe verwendet wurde.
- 1747 bis 1748: In diesen beiden Jahren konnte sich das Regiment in Brigadeverband mit dem Régiment d’Orléans in der Schlacht bei Roucourt, der Schlacht bei Lauffeldt, der Belagerung von Bergen op Zoom und der Belagerung von Maastricht auszeichnen.

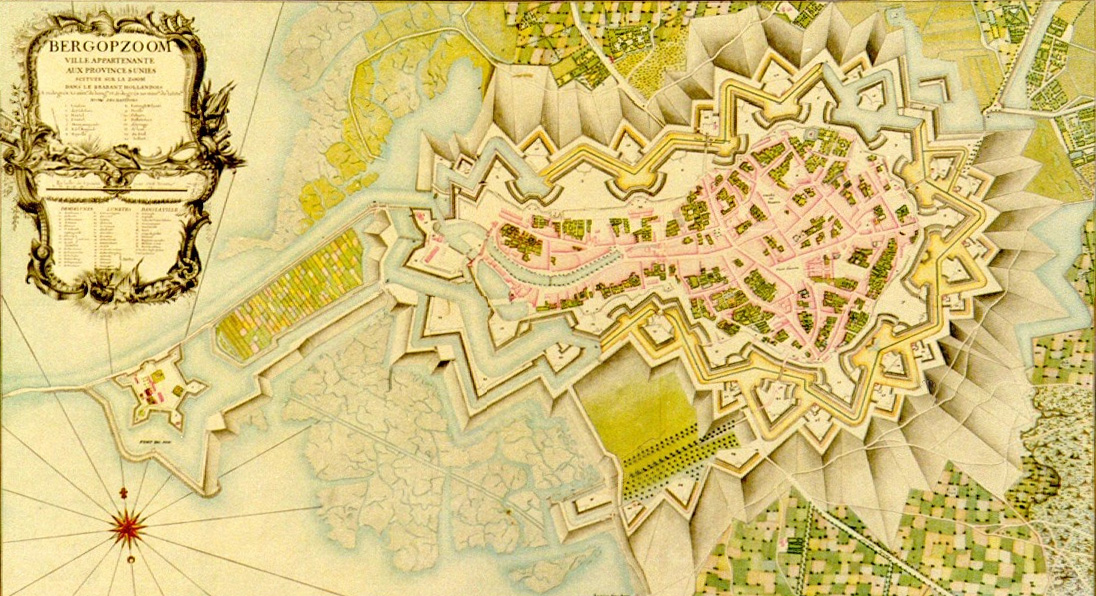
Belagerung von Bergen op Zoom

Nach Kriegsende wurde das Regiment in Orléans stationiert.

### Siebenjähriger Krieg
- 1756: Das Regiment wurde im Feldlager von Honfleur auf den Kriegsfuß gestellt.
- 1757: Im März erfolgte die Verlegung nach Lüttich, dann nach Stockheim, wo es mit der Armee des Maréchal d’Estrées zusammengeführt wurde. Es war in der Schlacht bei Hastenbeck sowie bei den Aufklärungsunternehmungen nach Kloster Zeven eingesetzt und lag am Ende des Jahres Im Feldlager bei Halberstadt.
- 1758 bis 1763: Zu Beginn des Jahres 1785 an den Rhein kommandiert, war es bis Kriegsende nur noch zu Sicherungsaufgaben eingesetzt.

### Friedenszeit
Bei Kriegsende verlegte das Regiment nach Douai, im Mai 1763 nach Aire und Béthune, im August 1765 nach Tours, im Oktober 1765 nach Berghes und Gravelines, im November 1767 nach Dünkirchen, im September 1768 nach Quesnoy und im Juli 1769 in das Feldlager von Verberie. Danach erfolgte die Verlegung in die Zitadelle von Straßburg und in die Zitadelle von Sedan im Oktober 1773. Im Oktober 1774 wurde das Regiment nach Quesnoy, im Juni 1776 nach Condé, im September 1776 nach Lille, im März 1777 nach Landerneau und Morlaix, im Oktober 1778 nach Douai, im April 1779 nach Arras, im Juli 1778 nach Saint-Omer und Gravelines, im August des gleichen Jahres nach Eu, im Dezember nach Dünkirchen, im November 1781 nach Valenciennes, im Oktober 1785 nach Quesnoy, im Oktober 1786 nach Philippeville und Charlemont, im Juni 1787 nach Givet, im März 1788 nach Landrecies und Avesnes, im Juli des gleichen Jahres nach Blois, im Oktober nach Avesnes, im April 1789 nach Givet und Charlemont, im Juni 1790 nach Avesnes und im Oktober nach Douai kommandiert. Am 15. April 1791 verließ es die Stadt und marschierte nach Berghes, danach verlegte es noch einmal zu Beginn des Jahres 1792 nach Lille.

### Kriege der Revolution und des Ersten Kaiserreichs
Das „90e régiment d’infanterie de ligne“ war in den Feldzügen der Jahre 1792 bis 1794 der Armée du Nord eingesetzt. Teilnahme an der Kanonade bei Valmy, Feldzug nach Trier.

### Zweites Kaiserreich
- 1855: Einsatz im Krimkrieg
- 1856 und 1859: Expedition nach Algerien mit dem Feldzug in die Kabylei
- 1859: Sardinischer Krieg, Teilnahme an der Schlacht bei Magenta (der Colonel Charlier fiel hier)
- 1863: Ein Bataillon wurde in Reims stationiert.

### 1870 bis 1914
- Deutsch-Französischer Krieg

14. August 1870: Schlacht bei Colombey
16. August 1870: Das 4. Bataillon, das in Paris aus Einberufenen gebildet wurde, verließ das Depot als „12e régiment de marche“ (12. Marschregiment)
18. August 1870: Schlacht bei Gravelotte
23. September 1870: Scharmützel bei Peltre
27. September 1870: Gefecht bei Peltre
Die 8. Kompanien des 2. und 3. Bataillons des Regiments waren zum „29e régiment de marche“ abgestellt und kämpften in den Gefechten im Département Loire bei Chilleurs, Ladon (Loiret), Boiscommun, Neuville-aux-Bois und Maizières.

### Erster Weltkrieg
Bei der Mobilisierung lag das Regiment in der Kaserne Bertrand in Châteauroux, es gehörte von August 1914 bis November 1918 zur 33. Infanteriebrigade der 17. Infanteriedivision im 9. Armeekorps. Es stellte sein Reserveregiment, das „290e régiment d'infanterie“, auf.
- 1914: Kämpfe bei Gedine, La Sormonne, Bethoncourt, Schlacht an der Marne, Schlacht an der Yser
- 1915: Kampfe im Artois, bei Roclincourt, Loos, Les Cornouailles (Liévin) und Neuville-St-Vaast
- 1916: Schlacht um Verdun, Schlacht an der Somme bei Sailly-Saillisel und Bouchavesnes
- 1917: Schlacht an der Aisne, Kämpfe an der Ferme d’Hurtebise
- 1918: Angriffskämpfe an der Somme bei der Ferme d’Anchin, Angriffskämpfe an der Aisne bei Ravin de Mareuil, Orme de Montécouvé, Froidmont-Cohantelle und Bauvré

### Zwischenkriegszeit
Das Regiment wurde im Mai 1929 aufgelöst.

### Zweiter Weltkrieg
Die hastig aus Trümmern anderer Regimenter erst am 30. Mai 1940 zusammengestellte Einheit kämpfte im Rahmen ihrer Möglichkeiten vom 1. bis zum 30. Juni 1940. Nach dem Ende der Kampfhandlungen erfolgte die Auflösung.

## Regimentsfahnen seit Napoleonischer Zeit
Auf der Rückseite der Regimentsfahne sind (seit Napoleonischer Zeit) in goldenen Lettern die Feldzüge und Schlachten aufgeführt, an denen das Regiment ruhmvoll teilgenommen hat.

## Auszeichnungen
Das Fahnenband ist mit dem Croix de guerre 1914–1918  mit zwei Palmenzweigen für zweimalige lobende Erwähnung im Armeebefehl und einem vergoldeten Stern für eine lobende Erwähnung im Korpsbefehl dekoriert.
Bei einer Wiedererrichtung haben die Angehörigen des Regiments das Recht, die Fourragère in den Farben des Croix de guerre zu tragen.